# Туим
Туи́м — село (с 1945 по 2008 год — посёлок городского типа) в Ширинском районе Республики Хакасия России. Административный центр Туимского сельсовета.
Распоряжением Правительства РФ от 29.07.2014 г. N 1398-р (ред. от 13.05.2016 г.) «Об утверждении перечня моногородов», включен в список моногородов Российской Федерации с наиболее сложным социально-экономическим положением.

## География
Расположено на реке Туим, в 20 км к югу от районного центра села Шира. В 5 км к северу от села находится станция Туим Красноярской железной дороги (код 88560) на линии Ачинско-Минусинской железной дороги. В село заходит железнодорожная ветка.

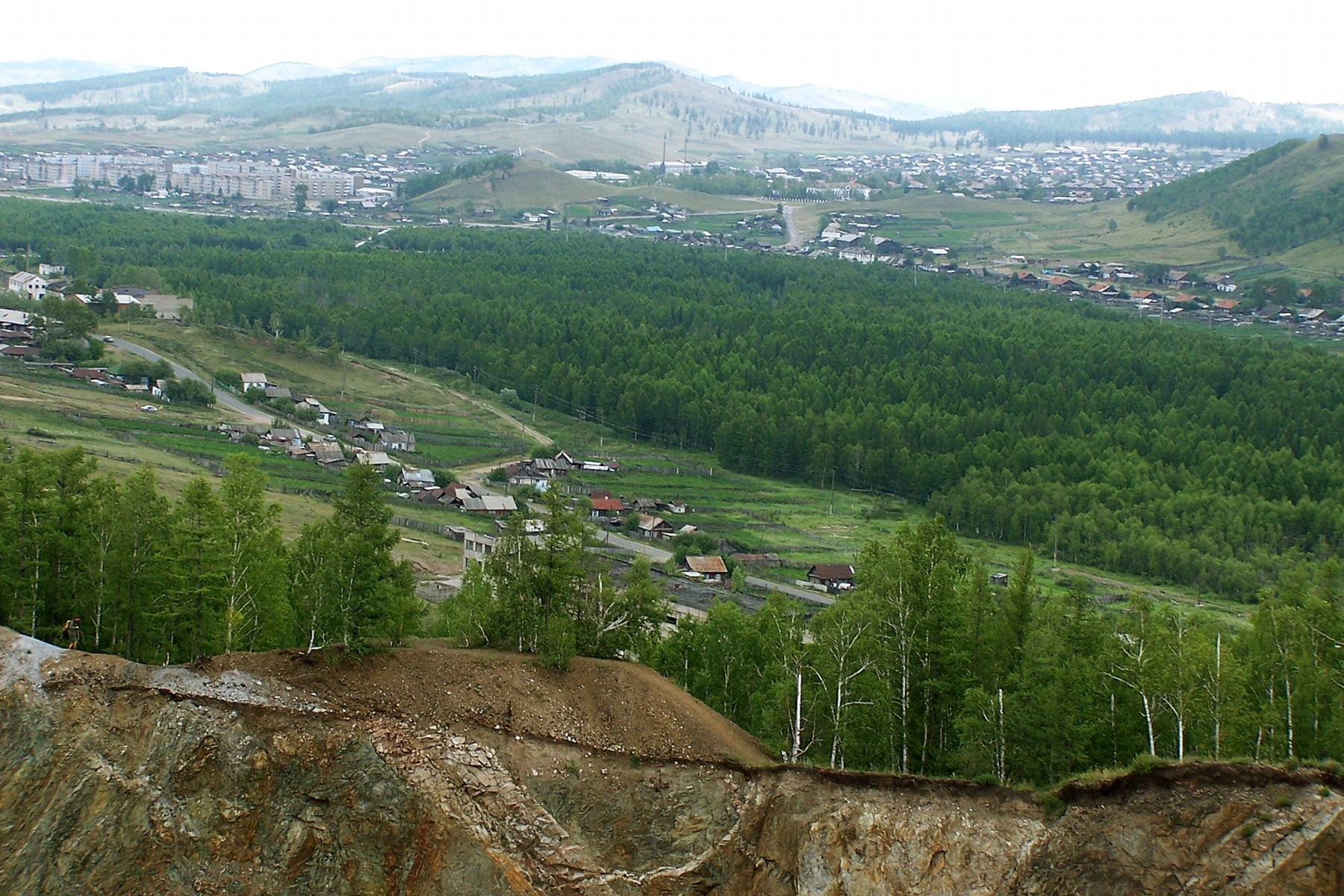
Вид на Туим с Туимского провала

## История
Населённый пункт основан в 1925 году. С 1945 до 2008 год Туим имел статус посёлка городского типа.

## Население
| 1959  | 1970  | 1979  | 1989  | 2002  | 2009  |
| ----- | ----- | ----- | ----- | ----- | ----- |
| 9316  | ↘5051 | ↗5237 | ↗5934 | ↘4738 | ↘3767 |
| 2010  | 2021  |       |       |       |       |
| ↗4211 | ↘3785 |       |       |       |       |

Национальный состав
Русские (ок. 90 %), хакасы (ок. 10 %)

## Инфраструктура
Основные предприятия: Туимский завод цветных металлов (закрыт в 2012 году), Октябрьский лесхоз, предприятие ЖКХ.
В селе действуют общеобразовательная школа, дом культуры, Туимский психоневрологический интернат, конюшня.

## Туимский провал
Село также известно впадиной Туимский провал, расположенной на месте шахты, закрытой в 1954 году.